# Сома Юкі
Сома Юкі (яп. 相馬 勇紀; нар. 25 лютого 1997) — японський футболіст, що грав на позиції півзахисника.

## Клубна кар'єра
Протягом 2018–2019 років грав за команду «Наґоя Грампус». З 2019 року захищає кольори «Касіма Антлерс».

## Кар'єра в збірній
Дебютував 2019 року в офіційних матчах у складі національної збірної Японії. У формі головної команди країни зіграв 3 матчі.

## Статистика виступів
| Збірна Японії | Збірна Японії | Збірна Японії |
| Рік           | Матчі         | Голи          |
| ------------- | ------------- | ------------- |
| 2019          | 3             | 0             |
| Загалом       | 3             | 0             |

## Титули і досягнення
- Володар Кубка Джей-ліги: 2021
- Переможець Чемпіонату Східної Азії: 2022